# Rhionaeschna vazquezae
Rhionaeschna vazquezae là loài chuồn chuồn trong họ Aeshnidae. Loài này được González mô tả khoa học đầu tiên năm 1986.